# Donald Nicol
Donald MacGillivray Nicol (Portsmouth, 4 de fevereiro de 1923 - Cambridge, 25 de setembro de 2003) foi um bizantinista britânico.

## Biografia
Nicol era filho de um ministro da Igreja da Escócia, e recebeu uma educação clássica na King Edward VII School em Sheffield e St Paul's School em Londres. Registrando como objetor de consciência em 1941, atuou entre 1942-1946 na Unidade Ambulatória de Amigos, com a qual ele visitou pela primeira vez a Grécia entre 1944-1945, visitando os mosteiros de Janina e Meteora. Depois de formar-se em clássicas em Cambridge, retornou para a Grécia em 1949-1950 como um membro da Escola Britânica de Atenas. Durante este período, ele também visitou o monte Atos, passando a páscoa de 1949 no mosteiro de Hilandar, e revisitou Meteora.
Em 1950, Nicol casou-se com Joan Mary Campbell, com quem teve três filhos. Completou sua tese de doutorado para Pembroke College em Cambridge em 1952. Sua tese, "No Medieval Despotado do Epiro", levou-o a produção de seu primeiro livro, "The Despotate of Epiros". Seu orientador foi Steven Runciman, com quem Nicol formou uma amizade ao longo da vida, alimentada no Athenaeum Club.
Após a conclusão de seu doutorado, a primeira postagem acadêmica de Nicol foi como professor de clássicos na Universidade College Dublin entre 1952-1964. Entre 1964-1966 atuou como "Professor Visitante" em Dumbarton Oaks, e foi então professor sênior e leitor de história bizantina na Universidade de Edimburgo (1966-1970). Em 1970 ele foi nomeado para a cadeira histórica de Professor Koraës de História, Linguagem e Literatura Grega Moderna e Bizantina no King's College de Londres, um posto que ocupou até 1988. Entre 1977-1980 foi assistente principal e entre 1980-1981 vice-presidente do King's College. Entre 1973-1983 foi o editor do Jornal de Estudos do Grego Moderno e Bizantino, e serviu como presidente da Sociedade Eclesiástica de História em 1975-1976. Em 1989-1992 foi diretor na Gennadius Library em Atenas.
Nicol tornou-se membro da Academia Real Irlandesa em 1960 e membro da Academia Britânica em 1981. Por suas contribuições para a história medieval do Epiro, a cidade de Arta o fez um cidadão honorário em 1990, e ele recebeu um doutorado honorário da Universidade de Janina em 1997.